# Amolops
Amolops – rodzaj płazów bezogonowych z rodziny żabowatych (Ranidae).

## Zasięg występowania
Rodzaj obejmuje gatunki występujące w Nepalu, północnych Indiach, zachodnich i południowych Chinach po zachodnią Malezję.

## Systematyka
Rodzaj zdefiniował w 1865 roku zoolog i anatom porównawczy Edward Drinker Cope w artykule poświęconym opisom głównych grup w obrębie skaczących, opublikowanym w czasopiśmie The Natural History Review. Gatunkiem typowym jest (oryginalne oznaczenie) A. marmoratus.

### Etymologia
- Amolops (Aemolops): gr. przedrostek negatywny α- a-[5]; μωλωψ mōlōps ‘guz, pręga’[6].
- Amo: skrót od Amolops Cope, 1865 oraz inicjały Annemarie Ohler (ur. 1937), francuskiej herpetolożki[3]. Gatunek typowy (oryginalne oznaczenie): Rana larutensis Boulenger, 1899.

### Podział systematyczny
Do rodzaju należą następujące gatunki:

- Amolops adicola Patel, Garg, Das, Stuart & Biju, 2021
- Amolops afghanus (Günther, 1858)
- Amolops ailao Tang, Sun, Liu, Luo, Yu & Du, 2023
- Amolops akhaorum Stuart, Bain, Phimmachak & Spence, 2010
- Amolops albispinus Sung, Hu, Wang, Liu & Wang, 2016
- Amolops aniqiaoensis Dong, Rao & Lü, 2005
- Amolops archotaphus (Inger & Chan-ard, 1997)
- Amolops assamensis Sengupta, Hussain, Choudhury, Gogoi, Ahmed & Choudhury, 2008
- Amolops attiguus Sheridan, Phimmachak, Sivongxay & Stuart, 2023
- Amolops australis Chan, Abraham, Grismer & Grismer, 2018
- Amolops beibengensis Jiang, Li, Zou, Yan & Che, 2020
- Amolops bellulus Liu, Yang, Ferraris & Matsui, 2000
- Amolops binchachaensis Rao, Hui, Ma & Zhu, 2022
- Amolops chakrataensis Ray, 1992
- Amolops chanakya Saikia, Laskar, Dinesh, Shabnam & Sinha, 2022
- Amolops chaochin Jiang, Ren, Lyu & Li, 2021
- Amolops chayuensis Sun, Luo, Sun & Zhang, 2013
- Amolops chunganensis (Pope, 1929)
- Amolops compotrix (Bain, Stuart & Orlov, 2006)
- Amolops cremnobatus Inger & Kottelat, 1998
- Amolops cucae (Bain, Stuart & Orlov, 2006)
- Amolops dafangensis Li, Liu, Ke, Cheng & Wang, 2024
- Amolops daiyunensis (Liu & Hu, 1975)
- Amolops daorum (Bain, Lathrop, Murphy, Orlov & Ho, 2003)
- Amolops formosus (Günther, 1876)
- Amolops gerbillus (Annandale, 1912)
- Amolops gerutu Chan, Abraham, Grismer & Grismer, 2018
- Amolops granulosus (Liu & Hu, 1961)
- Amolops hainanensis (Boulenger, 1900)
- Amolops himalayanus (Boulenger, 1888)
- Amolops hongkongensis (Pope & Romer, 1951)
- Amolops indoburmanensis Dever, Fuiten, Konu & Wilkinson, 2012
- Amolops iriodes (Bain & Nguyen, 2004)
- Amolops jaunsari Ray, 1992
- Amolops jinjiangensis Su, Yang & Li, 1986
- Amolops kaulbacki (Smith, 1940)
- Amolops kohimaensis Biju, Mahony & Kamei, 2010
- Amolops kottelati Sheridan, Phimmachak, Sivongxay & Stuart, 2023
- Amolops larutensis (Boulenger, 1899)
- Amolops latopalmatus (Boulenger, 1882)
- Amolops lifanensis (Liu, 1945)
- Amolops loloensis (Liu, 1950)
- Amolops longimanus (Andersson, 1939)
- Amolops mahabharatensis Khatiwada, Shu, Wang, Zhao, Xie & Jiang, 2020
- Amolops mantzorum (David, 1872)
- Amolops marmoratus (Blyth, 1855)
- Amolops medogensis Li & Rao, 2005
- Amolops mengdingensis Yu, Wu & Yang, 2019
- Amolops mengyangensis Wu & Tian, 1995
- Amolops minutus Orlov & Ho, 2007
- Amolops monticola (Anderson, 1871)
- Amolops nepalicus Yang, 1991
- Amolops nidorbellus Biju, Mahony & Kamei, 2010
- Amolops nyingchiensis Jiang, Wang, Xie, Jiang & Che, 2016
- Amolops ottorum Pham, Sung, Pham, Le, Ziegler & Nguyen, 2019
- Amolops pallasitatus Qi, Zhou, Lyu, Lu & Li, 2019
- Amolops panhai Matsui & Nabhitabhata, 2006
- Amolops putaoensis Gan, Qin, Lwin, Li, Quan, Liu & Yu, 2020
- Amolops ricketti (Boulenger, 1899)
- Amolops sangzhiensis Qian, Xiang, Jiang, Yang & Gui, 2023
- Amolops senchalensis Chanda, 1987
- Amolops sengae Sheridan, Phimmachak, Sivongxay & Stuart, 2023
- Amolops shihaitaoi Wang, Li, Du, Hou & Yu, 2022
- Amolops shuichengicus Lyu & Wang, 2019
- Amolops siju Saikia, Sinha, Shabnam & Dinesh, 2023
- Amolops sinensis Lyu, Wang & Wang, 2019
- Amolops spinapectoralis Inger, Orlov & Darevsky, 1999
- Amolops tanfuilianae Sheridan, Phimmachak, Sivongxay & Stuart, 2023
- Amolops tawang Saikia, Laskar, Dinesh, Shabnam & Sinha, 2022
- Amolops teochew Zeng, Wang, Lyu & Wang, 2021
- Amolops terraorchis Saikia, Sinha, Laskar, Shabnam & Dinesh, 2022
- Amolops tonkinensis (Ahl, 1927)
- Amolops torrentis (Smith, 1923)
- Amolops truongi Pham, Pham, Ngo, Sung, Ziegler & Le, 2023
- Amolops tuanjieensis Gan, Yu & Wu, 2020
- Amolops tuberodepressus Liu & Yang, 2000
- Amolops viridimaculatus (Jiang, 1983) – kaskadówka junnańska[7]
- Amolops vitreus (Bain, Stuart & Orlov, 2006)
- Amolops wangyali Mahony, Nidup, Streicher, Teeling & Kamei, 2022
- Amolops wangyufani Jiang, 2020
- Amolops wenshanensis Yuan, Jin, Li, Stuart & Wu, 2018
- Amolops wuyiensis (Liu & Hu, 1975)
- Amolops xinduqiao Fei, Ye, Wang & Jiang, 2017
- Amolops yangi Wu, Yu, Lu, Yuan & Che, 2024
- Amolops yatseni Lyu, Wang & Wang, 2019
- Amolops yunkaiensis  Lyu, Wang, Liu, Zeng & Wang, 2018